# Robert als Lohengrin
Robert als Lohengrin ist ein knapp einstündiges deutsches Stummfilm-Grotesklustspiel mit Slapstickelementen von Richard Eichberg. Die Titelrolle übernahm der kaum filmaktive Robert Steidl, ein im Kaiserreich populärer Bühnenkomiker.

## Handlung
Titelheld Robert ist Mitinhaber der Firma Dadderich und Steidl. Obwohl mit Ehefrau Lotte verheiratet, blickt er gern hin und wieder anderen Frauen nach. Als er in einem Kaffeehaus einmal eine junge Dame kennen lernt, ist sein Herz rasch entflammt, und Robert schlägt ihr vor, mit ihm auf ein Kostümfest zu gehen. Sie will sich als Elsa verkleiden, während Robert als Lohengrin zu gehen gedenkt. Eine Lohengrin-Rüstung ist schnell gefunden, und anstatt eines dazugehörenden Schwans muss eine Gans herhalten. Robert holt die junge Dame mit einer Kutsche ab. Auf dem Weg zum Maskenball bricht ein Droschkenrad ab, und das Gefährt sackt auf die Straße. Dabei entkommt schnatternd die Gans, was bei den passierenden Menschen allerlei Gelächter hervorruft. Die Staatsmacht ist angesichts dieser Störung der öffentlichen Ordnung recht schnell zur Stelle, und ein Schutzmann führt „Elsa“ ab, während sich ein zweiter um Robert kommen soll. Der entfleucht jedoch, da er seiner getürmten Gans nachjagen muss. Um den ihn verfolgenden Schupo abzuhängen, schwingt sich Robert auf ein Rad, das am Wegesrand steht.
Auf seiner Flucht kommt er an einem Baum vorbei, unter dem die Klamotten eines Entkleideten, der gerade ein Bad nimmt, liegen. Dabei handelt es sich ausgerechnet um seinen Kompagnon Dadderich. Robert nimmt einen Kleidertausch vor und hinterlässt sein Lohengrin-Kostüm. Dadderich bleibt nichts anderes übrig, als angesichts der gestohlenen Kleidung nun die Lohengrin-Kostümierung anzulegen. Der verfolgende Polizist sieht den noch eben nackten Mann im Bade in der Lohengrin-Rüstung und schließt folgeunrichtig, dass es sich dabei um Robert handeln müsse. Robert glaubt, aus allem fein herausgekommen zu sein, als er am nächsten Morgen auf die Polizei trifft, die ihn in dieser Angelegenheit verhören will. Als der Kostümverleiher Cohn ihn wiedererkennt, glaubt Roberts Gattin sogleich, dass ihr Mann lustgewandelt, sprich: fremdgegangen sein müsse und verlangt die Scheidung. Da findet sich ein Robert bis aufs Haar gleichender Wirt, der gegen entsprechender Entlohnung bereit ist, zu behaupten, dass er der Lohengrin des Vortages war. Nun ist es an Robert, seiner misstrauischen Ehefrau huldvoll zu verzeihen, dass sie ihn des Ehebruchs bezichtigt hatte.

## Produktionsnotizen
Robert als Lohengrin, ein Frühwerk Eichbergs, entstand Mitte 1915, passierten die Zensur im August desselben Jahres und wurde noch im selben Monat uraufgeführt. Der Dreiakter besaß eine Länge von etwa 1080 Meter.

## Kritiken
In Wiens Kinematographische Rundschau ist zu lesen: „Die Szenen, die gleichzeitig Steidl in der Doppelrolle zeigen, sind sehr geschickt gemacht.“
Die Marburger Zeitung schrieb: „Da kommt das Publikum aus dem Lachen gar nicht mehr heraus; Szene um Szene voll erschütternder Komik, voll Tragikomik, die auf den mit Hindernissen bestreuten Abwegen eines verheirateten Ungetreuen einhertanzt.“
Das Grazer Tagblatt versprach: „Das vorzügliche dreiaktige Lustspiel … wird erschütternde Lachsalven hervorrufen.“